# سلالة جين المتأخرة الحاكمة
أسرة جين اللاحقة (الصينية المبسطة: 后晋؛ الصينية التقليدية: 後晉؛ بينيين: هوي جين) (936-947) كانت واحدة من الأسر الخمس خلال فترة الأسر الخمس والممالك العشر في الصين. وقد تم تأسيسها من قبل شي جينغتانغ، والذي عُرف بعد وفاته باسم جاوزو.

## تأسيس أسرة جين اللاحقة
تم تأسيس أول أسرة من أسر ترك شاتو عام 923 على يد لي كونزو، ابن ترك شاتو العظيم، شيخ قبيلة لي كيونغ. قامت قبيلة شاتو|ترك شاتو بتمديد نطاق حكمها من قاعدتها في إقليم سانشي لتشمل معظم شمال الصين وصولاً إلى إقليم سيتشوان|سيتشوان، ليُطلق عليها اسم أسرة تانغ اللاحقة. وبعد وفاة لي كونزو أصبح ابنه بالتبني لي سيوان الإمبراطور. ومع ذلك فقد توترت العلاقة مع الخيتان، والتي كانت أمرًا هامًا لوصول ترك شاتو إلى السلطة.
شي جينغتانغ، صهر لي كونزو، تمرد ضده وأعلن نفسه إمبراطور أسرة جين اللاحقة في 936، بمساعدة الخيتان.

## الامتداد الإقليمي
تضم أسرة جين اللاحقة نفس الأقاليم أساسًا كأسرة تانغ اللاحقة، باستثناء سيتشوان في الجنوب الغربي، الذي فقد بواسطة تانغ اللاحقة في سنوات تراجعها (عندما أصبحت المنطقة مستقلة مثل شو اللاحقة).
كان الاستثناء الرئيسي الآخر منطقة تعرف باسم الأقاليم الستة عشر. وخلال هذه الفترة التاريخية، شكلت خيتان إمبراطورية لياو من قاعدة السهوب الخاصة بها. وأصبحت أيضًا وسيط قوة عظمى في شمال الصين. وأجبرت جين اللاحقة على التنازل عن «الأقاليم الستة عشر» الإستراتيجية لأسرة لياو. ومع امتداد المنطقة بحوالي 70 إلى 100 ميل عرضًا واشتمالها على بكين العصرية ونقاط غربية، فقد اعتبرت منطقة إستراتيجية للغاية وأعطت لياو نفوذًا أكثر في شمال الصين.

## العلاقات مع الخيتان
تعرضت جين اللاحقة كثيرًا لانتقادات لكونها تحت طوع إمبراطورية إمبراطورية لياو الناشئة. وكانت المساعدة من جيرانها أصحاب القوة في الشمال حيوية في تشكيل أسرة جين اللاحقة، وأدى التنازل عن الأقاليم الستة عشر إلى ازدرائهم لكونهم خدمًا للخيتان.
ومع ذلك، فبعد وفاة مؤسس الأسرة شي جينغتانغ، تحدى ابنه بالتبني (وابن أخيه) وخليفته، شي تشونغوي، الخيتان مما نتج عنه غزو الخيتان لأقاليم جين اللاحقة في 946 و947 وتدمير أسرة جين اللاحقة.

## حكام أسرة جين اللاحقة
| أسماء المعبد (مياو هاو 廟號)                       | أسماء ما بعد الوفاة (شي هاو 諡號)                 | الأسماء الشخصية     | فترة الولاية | أسماء العصر (نيان هاو 年號) ومداها بالسنوات |
| -------------------------------------------------- | ------------------------------------------------- | ------------------- | ------------ | ------------------------------------------- |
| الأسر الخمس                                        |                                                   |                     |              |                                             |
| العُرف: اسم الأسرة واسم المعبد أو اسم ما بعد الوفاة |                                                   |                     |              |                                             |
| هوي أسرة جين (اللاحقة) 936-947                     |                                                   |                     |              |                                             |
| 高祖 جاوزو                                         | ممل جدًا، لذلك لا يستخدم عند الإشارة إلى هذا الملك | 石敬瑭 شي جينغتانغ  | 936-942      | تيانفو (天福) 936-942                       |
| لا يوجد                                            | 出帝 تشو دي                                       | 石重貴 Shí Chóngguì | 942-947      | تيانفو (天福) 942-944 كايوون (開運) 944-947 |